# Walthère Frère-Orban

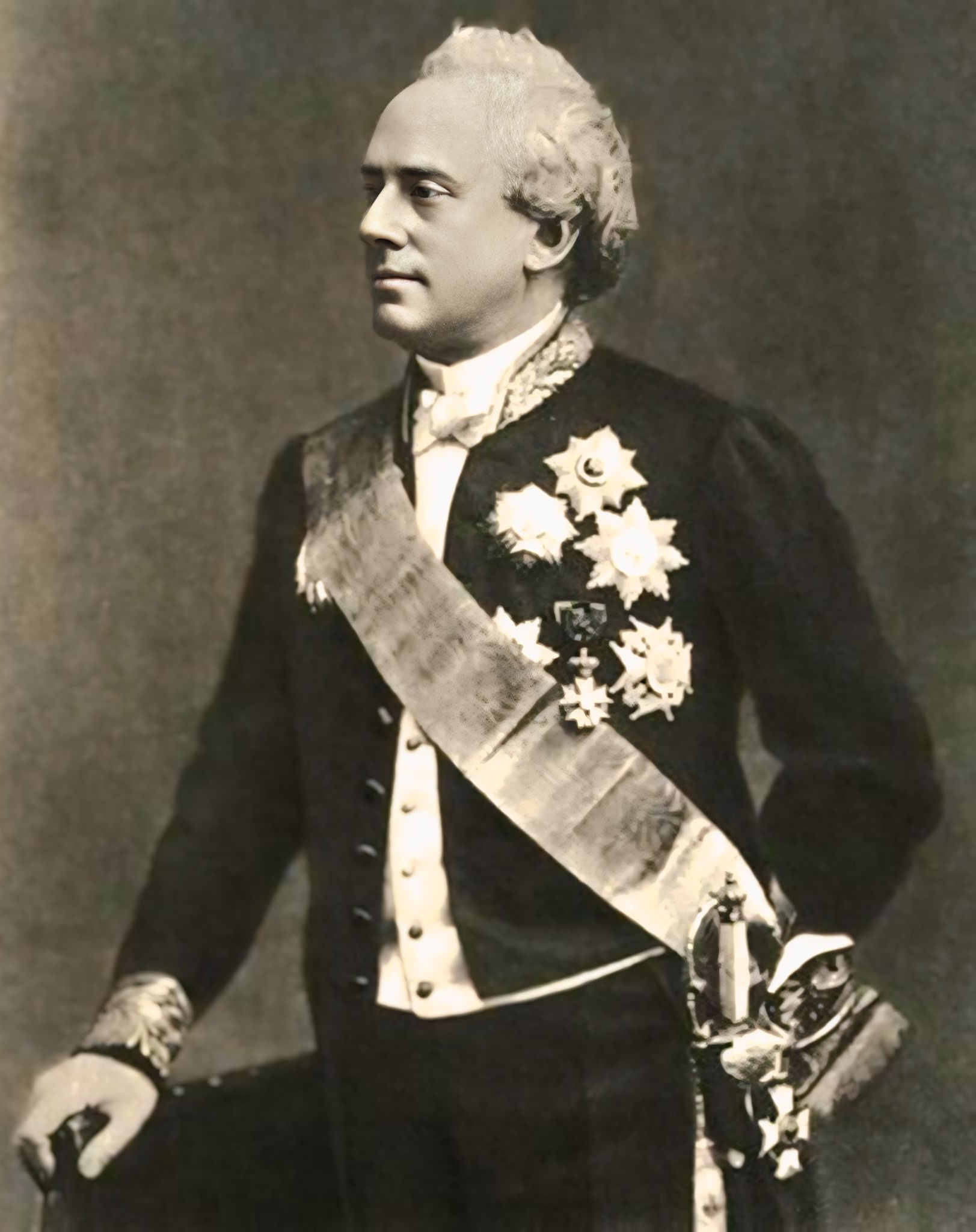
Walthère Frère-Orban

Hubert Joseph Walthère Frère-Orban (* 24. April 1812 in Lüttich; † 2. Januar 1896 in Brüssel) war ein belgischer Staatsmann.

## Leben
Frère-Orban widmete sich in Paris dem Studium der Rechte, ließ sich 1832 in seiner Vaterstadt als Anwalt nieder und vermählte sich mit dem reichen Fräulein Orban, von dem er die zweite Hälfte seines Namens annahm. Nachdem er sich bereits 1842 als Mitglied der gegen die katholischen Ministerien gegründeten liberalen Gesellschaft Union, 1846 als Abgeordneter der Lütticher Association libérale auf dem Brüsseler liberalen Kongress sowie als Mitredakteur des Journal de Liège und einflussreiches Mitglied der städtischen Verwaltung Lüttichs einen geachteten Namen erworben hatte, wurde er im Juni 1847 von der liberalen Partei in die Kammer gewählt und übernahm nach dem Sturz des katholischen Kabinetts de Theux im am 12. August gebildeten Ministerium Rogier das Portefeuille der öffentlichen Arbeiten. Er verwaltete vom 18. Juli 1848 bis Juni 1852 das der Finanzen und begegnete der Finanzkrise nach 1848 glücklich durch Einführung einer Erbschaftssteuer und Gründung der belgischen Nationalbank.
Er widmete nun mehrere Jahre der Ausarbeitung seines Werkes La main-morte et la charité (Brüssel 1854–57, 2 Bde.) und nahm, als 1857 das Ministerium de Decker jene Frage durch Vorlage eines Wohltätigkeitsgesetzes nach den Wünschen der klerikalen Partei vor die Kammer brachte, an den Debatten so erfolgreichen Anteil, dass die Vorlage und mit ihr das Ministerium fiel und er wieder das Portefeuille der Finanzen übertragen erhielt. Mit einer kurzen Unterbrechung im Jahre 1861 blieb Frère im Ministerium bis 1870 und erhielt 1868 nach Rogiers Rücktritt auch das Präsidium desselben.
Die Finanzen verwaltete er vortrefflich und wusste für die stets wachsenden Bedürfnisse und auch für besondere Ausgaben, wie Bauten, Ablösung des Scheldezolls und Aufhebung des städtischen Oktrois, stets die erforderlichen Mittel zu beschaffen. Als Haupt der Regierung brach er 1869 auf sehr geschickte Weise dem Versuch Frankreichs, durch einen Vertrag der Ostbahn mit einem Teil der belgischen Bahnen die letztern in die Hand zu bekommen, die Spitze ab und fertigte Frankreich mit geringen Konzessionen ab, ohne doch einen Bruch herbeizuführen. Doch ward das Kabinett Frère durch die Neuwahlen im Juni 1870 gestürzt und musste dem klerikalen Ministerium d’Anethan Platz machen. Als die Liberalen endlich 1878 bei den Wahlen siegten, übernahm Frère wieder die Bildung eines liberalen Kabinetts, das 21. Juni zustande kam, und versuchte sofort durch ein neues Unterrichtsgesetz 1879 die Macht des Klerus zu brechen. Er scheute sich nicht, als die römische Kurie, welche die widerspenstige Haltung der belgischen Geistlichkeit zu mäßigen versprochen, sich zweideutig zeigte, 1880 den diplomatischen Verkehr mit ihr abzubrechen. Dennoch vermochte er die radikalen Elemente in der liberalen Partei nicht zu befriedigen und stieß dieselben durch seine Weigerung, das allgemeine Stimmrecht in Belgien einzuführen, von sich ab, so dass ein Zwiespalt unter den Liberalen entstand, welcher deren Niederlage bei den Wahlen 1884 und damit auch den Sturz des Ministeriums Frère zur Folge hatte.
Frère-Orban war aktiver Freimaurer der Freimaurerloge in Lüttich. 1891 wurde er zum Mitglied der Académie royale des Sciences, des Lettres et des Beaux-Arts de Belgique gewählt.